# Colline fortifiée de Kapatuosia
La colline fortifiée de Kapatuosia (finnois : Kapatuosian linnavuori) ou (finnois : Kapatuosian linnamäki) est une colline fortifiée à Hollola en Finlande,,.

## Présentation
La colline du château se trouve à environ 200 mètres au nord de l'église médiévale d'Hollola et son sommet culmine à 56 mètres au-dessus du lac Vesijärvi.
La colline est une crête de moraine orientée nord-sud avec un plateau naturel de 60 × 30 mètres à son sommet.
La moraine est de l'époque du  Salpausselkä I.

## Étymologie
Le nom "Kapatuosia" fait probablement référence à la Cappadoce, qui joue un rôle essentiel en particulier dans le christianisme orthodoxe. Cela reflète probablement la situation du début du XIe siècle, lorsque l'influence de l'église orientale s'étend à l'est de Häme. Les orthodoxes ont peut-être utilisé la colline du château comme défense contre l'ouest,,.

## Fouilles archéologiques
Plus de 300 pièces de monnaie en argent ont été découvertes lors des fouilles et qui datent entre 700 et 1000 ans avant notre ère. 
D'autres découvertes datent de la fin du XIIe siècle. 
Au sommet de la colline, il y avait aussi un foyer datant de l'âge de la pierre, ainsi que de nombreuses morceaux de quartz, des fragments d’os et des dizaines de pointes de flèches biseautées et en croix.